# Primo maresciallo
Il primo maresciallo è un grado militare delle forze armate italiane.
È stato istituito nel 2001 (decreto legislativo 28 febbraio 2001, n. 82 - «Disposizioni integrative e correttive del decreto legislativo 12 maggio 1995, n. 196, in materia di riordino dei ruoli, modifica alle norme di reclutamento, stato ed avanzamento del personale non direttivo delle Forze Armate») e sostituisce il grado di aiutante.

## Esercito
Il primo maresciallo è il quarto grado dei sottufficiali dell'Esercito ed è superiore al maresciallo capo e subordinato al Luogotenente. Il primo maresciallo, dopo sette anni nel grado e previa valutazione, viene promosso al grado di Luogotenente.  Il distintivo di grado del 1º Maresciallo è costituito da tre barrette d'oro bordate di rosso.

L'insegna per spallino di primo maresciallo dell'Esercito Italiano

## Marina
Il primo maresciallo è superiore al capo di prima classe e subordinato al luogotenente. Il distintivo di grado del 1º Maresciallo è costituito da tre barrette d'oro bordate di rosso. Viene indossato sulla spalla dell'uniforme invernale e sul controspallino dell'uniforme estiva.

Il distintivo applicato sulla spalla dell'uniforme ordinaria invernale
Il distintivo per controspallina delle uniformi ordinaria e di servizio estiva
Fregio da berretto rigido per sottufficiali e ruolo truppa in servizio permanente della Marina Militare, si noti lo sfondo nero sotto la torre e nell'ovale dell'ancoretta

## Aeronautica
Il primo maresciallo è il quarto grado dei sottufficiali dell'Aeronautica Militare ed è superiore al maresciallo di prima classe.  Il primo maresciallo, dopo sette anni nel grado e previa valutazione, viene promosso al grado di Luogotenente.  Il distintivo di grado del 1º Maresciallo è costituito da tre barrette d'oro screziate di blu bordate di rosso.

L'insegna per spallina di primo maresciallo dell'Aeronautica Militare

## Carabinieri
Il primo maresciallo nell'Arma dei Carabinieri è denominato Maresciallo maggiore e fa parte del ruolo ispettori dell'Arma dei Carabinieri. Il grado è superiore al maresciallo capo è subordinato al grado di Luogotenente. Il distintivo di grado del Maresciallo maggiore è costituito da tre barrette d'argento bordate di rosso.

L'insegna per spallino di Mar.A.s.UPS dell'Arma dei Carabinieri

## Comparazione con i gradi dei corpi ad ordinamento militare

Distintivo di grado per controspallina di Maresciallo aiutante della Guardia di Finanza

## Comparazione con le qualifiche dei corpi ad ordinamento civile

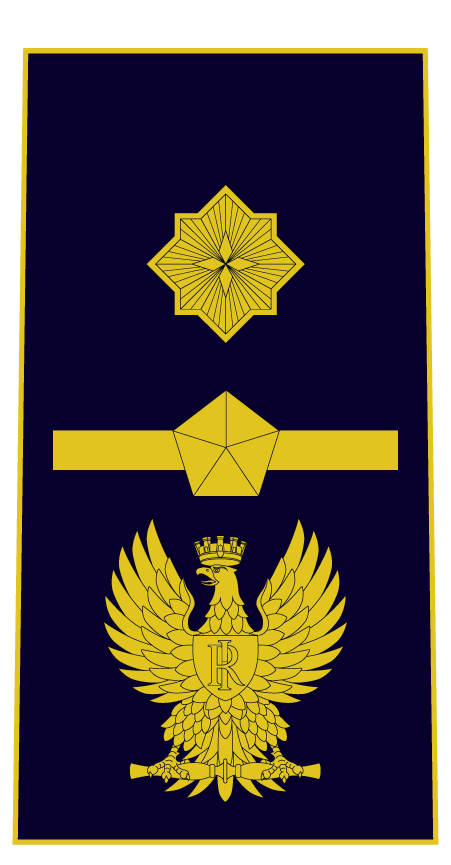
Distintivo di qualifica per controspallina di Ispettore Superiore della Polizia di Stato
Distintivo di qualifica per controspallina di Ispettore Superiore della Polizia Penitenziaria
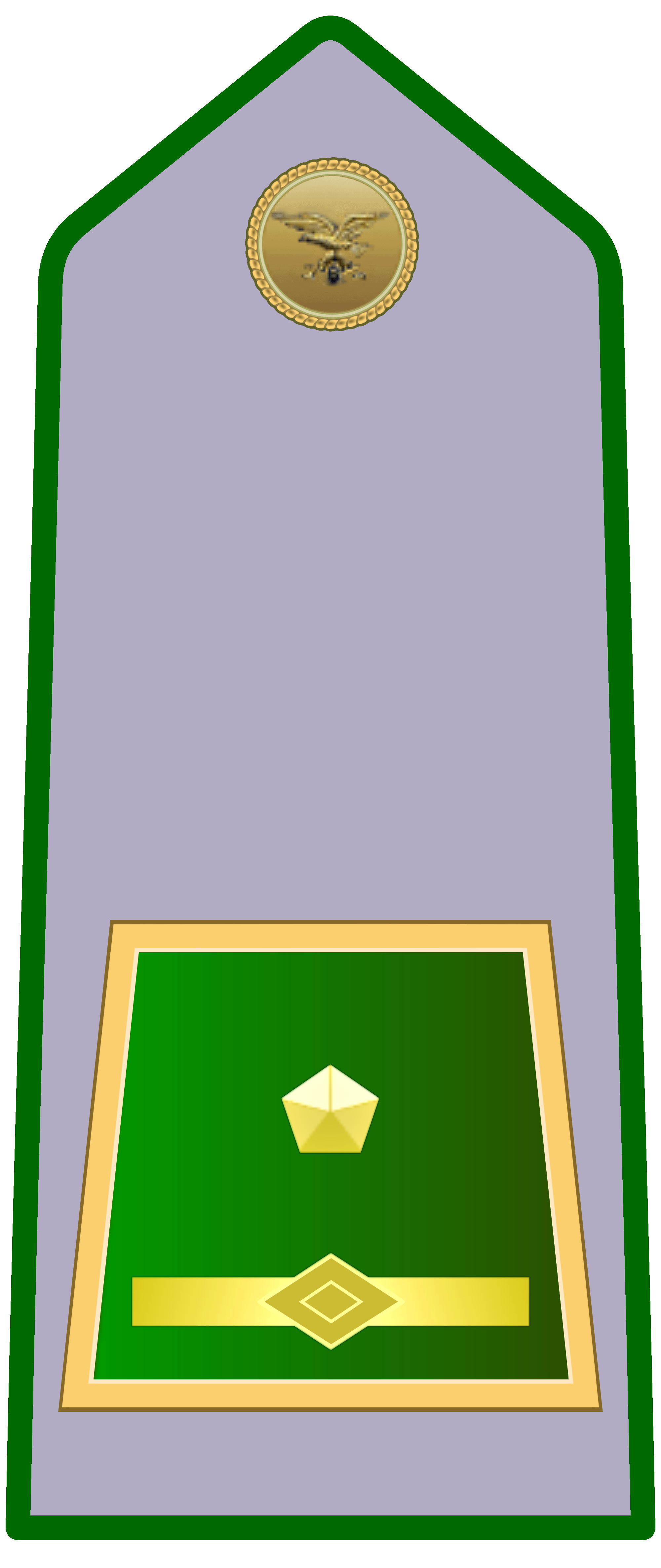
Distintivo di qualifica per controspallina di Ispettore Superiore del Corpo Forestale dello Stato
Sostituto Direttore Antincendi del Corpo Nazionale dei Vigili del Fuoco